# مصطفى أميني
مصطفى أميني (بالإنجليزية: Mustafa Amini)؛ مواليد 20 أبريل 1993 في سيدني، أستراليا، هو لاعب كرة قدم أسترالي يلعب لنادي بوروسيا دورتموند كلاعب وسط.

## روابط خارجية
- مصطفى أميني على موقع الاتحاد الدولي (مؤرشف)  (الإنجليزية)
- مصطفى أميني على موقع الاتحاد الأوربي (الإنجليزية)
- مصطفى أميني على موقع قاعدة بيانات كرة القدم.إي يو (الإنجليزية)
- مصطفى أميني على موقع بيانات كرة القدم. دي إي (الألمانية)
- مصطفى أميني على موقع ناشيونال فوتبول تيمز (الإنجليزية)
- مصطفى أميني على موقع Soccerway.com (الإنجليزية)
- مصطفى أميني على موقع عالم كرة القدم.نت (الإنجليزية)
- مصطفى أميني على موقع كووورة
- مصطفى أميني على موقع AS.com (الإسبانية)